# 門登霍爾 (密西西比州)
門登霍爾（英語：Mendenhall）是一個位於美國密西西比州辛普森縣的城市。根據2010年美國人口普查，該地共人口2,504人，而該地的面積約為13.80平方千米。同時該地也是辛普森縣的縣治。

## 地理
門登霍爾的座標為31°57′40″N 89°52′03″W / 31.96111°N 89.86750°W，而該地的平均海拔高度為102米（即335英尺）。